# Azize
Azize è un serial televisivo drammatico turco composto da 6 puntate, trasmesso su Kanal D dal 19 novembre al 28 dicembre 2019 in seguito alla cancellazione causata dai bassi ascolti. È diretto da Volkan Kocatürk, scritto da Başar Başaran, Emre Özdur, Erkan Birgören, prodotto da Süreç Film ed ha come protagonisti Hande Erçel e Buğra Gülsoy.

## Trama
Melek è una giovane infermiera con una famiglia distrutta. Quando era piccola, suo padre, capitano di successo, fu assassinato dagli Alpan, un'importante famiglia mafiosa. D'altra parte, anche sua madre, che all'epoca era incinta, morì dopo aver appreso della morte del marito mentre dava alla luce il fratellino di Melek. Il suo fratellino fu imprigionato per diffamazione e in prigione fu picchiato a morte dagli Alpani. Melek è cresciuto in condizioni difficili e ha giurato vendetta su coloro che hanno ucciso i suoi genitori e distrutto la sua intera vita. Per questo cambia identità, diventa Azize e quando suo fratello è stato picchiato a morte, decide di infiltrarsi nella famiglia Alpan per vendicarsi e distruggere questa famiglia mafiosa. Ma dovrà affrontare un ostacolo che ha completamente escluso: l'amore. Kartal, il figlio più giovane della famiglia Alpan, si innamora di Azize. Mentre cerca di convincersi a usare Kartal per la sua vendetta, si renderà conto che anche lei è innamorata di lui.

## Episodi
| Stagione       | Episodi | Prima TV Turchia | Prima TV Italia |
| -------------- | ------- | ---------------- | --------------- |
| Prima stagione | 6       | 2019             | inedita         |

### Prima stagione (2019)
| n° | Titolo originale | Prima TV Turchia |
| -- | ---------------- | ---------------- |
| 1  | Azize İlk Bölüm  | 19 novembre 2019 |
| 2  | Azize 2. Bölüm   | 26 novembre 2019 |
| 3  | Azize 3. Bölüm   | 3 dicembre 2019  |
| 4  | Azize 4. Bölüm   | 14 dicembre 2019 |
| 5  | Azize 5. Bölüm   | 21 dicembre 2019 |
| 6  | Azize 6. Bölüm   | 28 dicembre 2019 |

## Personaggi e interpreti
- Azize Aksu Günay, interpretata da Hande Erçel.
- Kartal Alpan, interpretato da Buğra Gülsoy.
- Balkan Alpan, interpretato da Mustafa Yıldıran.
- Commissario Okan, interpretato da Tugay Mercan.
- İskender Alpan, interpretato da Çetin Sarıkartal.
- Barbaros Karakaya, interpretato da Mustafa Avkıran.
- Asya Gündoğan, interpretata da Duygu Sarışın.
- Tuna Alpan, interpretata da Selen Öztürk.
- Yıldız Karakaya Alpan, interpretata da Başak Daşman.
- Adnan Bardar, interpretato da Orhan Kılıç.
- Yaman Özsoy, interpretato da Serkan Altıntaş.
- Aynur Alpan, interpretata da Asuman Çakır.
- Hasan Alpan, interpretato da Ufuk Şen.
- Ceyda Alpan, interpretata da Ceylan Batı.
- Gül Alpan, interpretata da Zeynep Kızıltan.
- Kuzey Alpan, interpretato da Efekan Can.
- Selin Alpan, interpretata da Ece Miray.
- Barbaros'un Sağ Kolu Adem, interpretata da Fahri Öztezcan.

## Produzione
La serie è diretta da Volkan Kocatürk, scritta da Başar Başaran, Emre Özdur, Erkan Birgören e prodotta da Süreç Film.

### Riprese
Le riprese della serie si sono svolte tra i mesi di settembre e novembre 2019 a Istanbul e Çekmeköy, mentre altre riprese sono state realizzate presso gli stati istituiti argini in regioni come Beyoğlu e Corno d'Oro.

## Accoglienza

### Ricezione
A causa della sua performance tiepida in termini di ascolti, non essendo mai riuscita a posizionarsi tra i dieci programmi più visti della giornata, sono stati trasmessi solo i primi sei episodi della serie prima della sua cancellazione il 28 dicembre 2019.